# Bregenzer Frühling

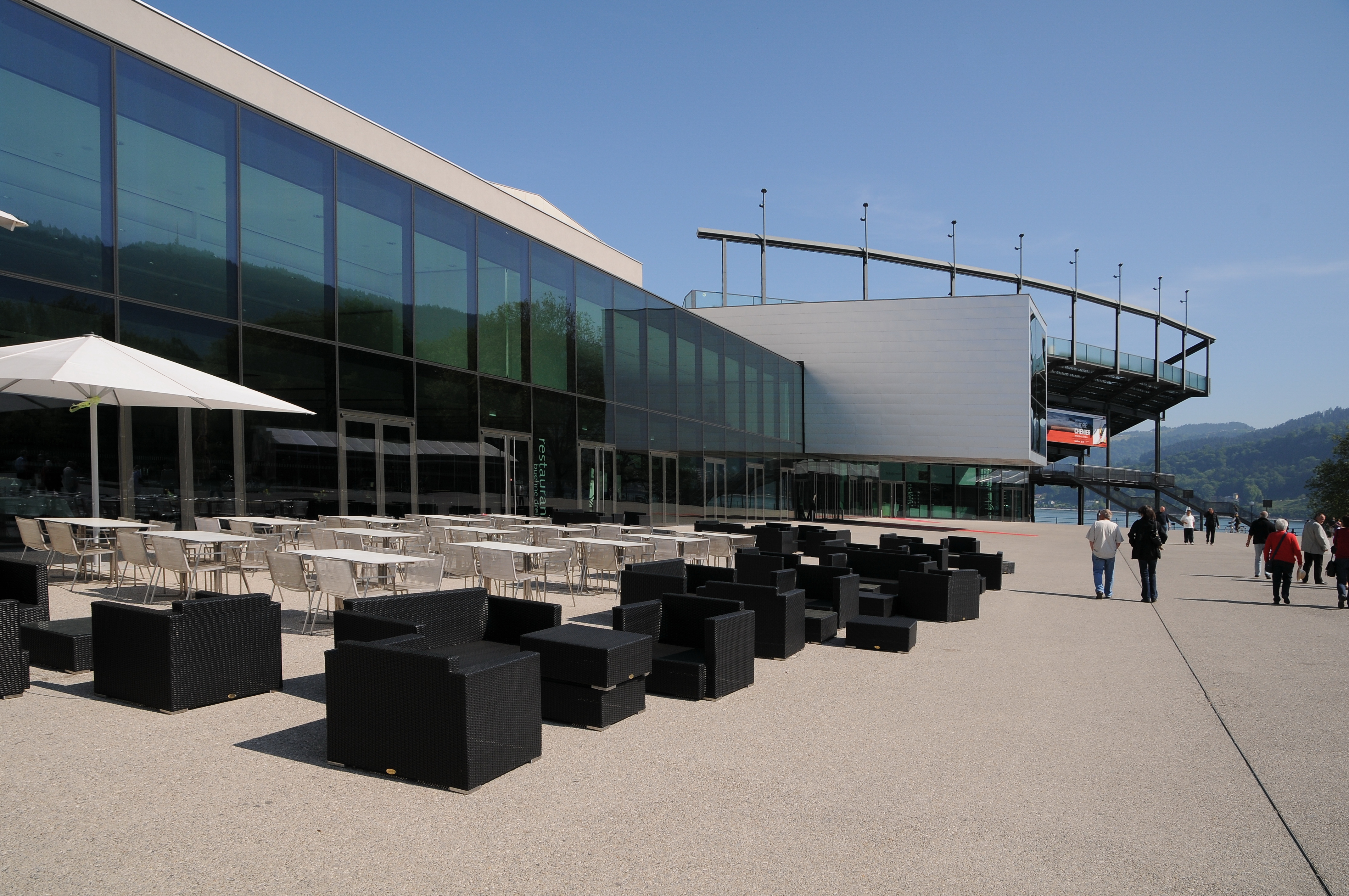
Das Festspielhaus ist einer der Austragungsorte des Tanzfestivals Bregenzer Frühling.

Der Bregenzer Frühling ist ein internationales Festival für zeitgenössischen Tanz in Bregenz in der Region Vorarlberg (Österreich), das jährlich von März bis Juni stattfindet. Der Grundstein für das Festival wurde bereits 1988 gelegt.
Veranstaltungsort ist unter anderem das Festspielhaus Bregenz. Es treten Tanzensembles aus der ganzen Welt auf. Dabei werden jährlich Uraufführungen und österreichische Erstaufführungen präsentiert.
Im Jahr 2013 kamen 8000 Besucher zu sieben Veranstaltungen. Die Ballett-Vorstellungen waren zu 100 Prozent ausverkauft. Die Hälfte der Besucher kam aus Vorarlberg, 45 Prozent aus Süddeutschland.